# Daniel Passarella
Daniel Alberto Passarella (Chacabuco, Buenos Aires, 25 de mayo de 1953) es un exfutbolista, exentrenador y exdirigente de fútbol argentino.
Se desempeñaba como defensor central, y con 175 goles, es el segundo defensa más goleador de la historia, solo detrás de Ronald Koeman.
Es considerado por especialistas y aficionados como uno de los mejores defensores de la historia. Esto fue respaldado también por el reconocido delantero brasileño Pelé, que en su lista de «los FIFA 100», lo designa como uno de los mejores jugadores de todos los tiempos, y por la IFFHS, que lo proclama entre los mejores jugadores sudamericanos del siglo XX.
Inició su carrera en un club de su ciudad, en Argentino de Chacabuco en el año 1968 a la edad de 15 años. Su primer director técnico fue Enrique Fernández. Llega a Sarmiento de Junín en 1968, y al año siguiente fichó con el Club Atlético River Plate, donde jugó hasta 1981, ganando siete torneos de Primera División. También militó en Fiorentina (1982-1988) e Inter de Milán (1986-1990), para finalmente regresar a River para su retiro.
Fue campeón del mundo con la selección nacional en Argentina 1978, actuando como el capitán, y en México 1986. Esto lo convierte en poseedor del reconocimiento de ser el único futbolista argentino en ganar dos Copas del Mundo.
Como director técnico obtuvo tres ligas con River Plate (Campeonato 1989-90, el Apertura 1991 y 1993) y una con Monterrey (Clausura 2003). Además, dirigió la selección nacional durante cuatro años, y disputando el Mundial de Francia 1998, alcanzando los cuartos de final.
Tras su retiro, fungió como presidente del club millonario de 2010 a 2013, siendo la cuarta persona en el mundo en ser futbolista, director técnico y presidente de un mismo club.

## Biografía y orígenes
Nacido el 25 de mayo de 1953 en Chacabuco, se inició en Club Argentino, jugando como «numero 10», aunque más tarde sería trasladado a zaguero.
Tuvo pruebas en varios clubes de Argentina, como Independiente, Estudiantes de La Plata, Chacarita y Boca Juniors. En este último permaneció cerca de tres meses en «La Candela», complejo del club, pero fue desligado en su totalidad tras un encuentro con Bernardo Gandulla.
En 1973 fue llamado por Sarmiento de Junín, en calidad de préstamo, para integrar el equipo que disputaría la Primera C, la tercera categoría del fútbol argentino en aquel entonces.

## Trayectoria como jugador

### Debut con Sarmiento de Junín
Debutó en 1973 a los 20 años de edad. Convirtió el primer gol de su carrera el 12 de mayo ante Brown de Adrogué, en un empate 2-2. Aquella temporada finalizó con Passarella aportando nueve goles en 36 partidos.
Tras un encuentro con Raúl Hernández, formador de juveniles de River Plate en aquel entonces, Néstor Rossi, director técnico del club, decidió llevárselo con motivo de probarlo.

### River Plate

#### Llegada en vísperas de su potencial

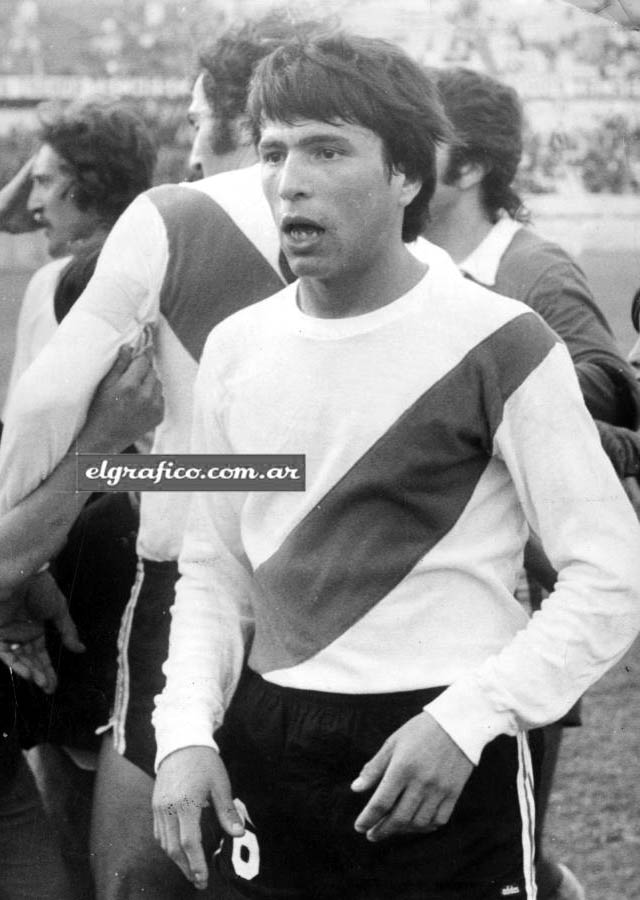
Passarella en 1974.

Su primer partido fue en el «Superclásico» de verano contra Boca Juniors, un 23 de enero de 1974. Previo al encuentro, Pipo Rossi le preguntó si se animaba a jugar, a lo que Passarella contestó: 
Discúlpeme que le conteste, yo me animo a jugar, hay que ver si usted se anima a ponerme. 
Aquel joven Passarella tendría una gran actuación en el empate sin goles. Actuó como lateral izquierdo y su trabajo fue marcar a una de las figuras del rival, Ramón Ponce.
Su debut oficial se produjo el 14 de abril de 1974, en un encuentro por el Torneo Metropolitano que terminaría en caída frente a Rosario Central por 1-0 de visitante. Entró en el entretiempo, reemplazando a Héctor Osvaldo López.
De cara al Campeonato Nacional, y con Omar Sívori como entrenador, sus goles no se hicieron esperar. El 28 de julio de 1974, por la segunda jornada del torneo, convirtió el gol del triunfo ante Argentinos Juniors, en un partido que finalizó 3-2. Tuvo una actuación sobresaliente en el encuentro ante Altos Hornos Zapla por la fecha 14, donde anotó un hat-trick de penal que permitieron dar vuelta un partido que River arrancó perdiendo.
Con la llegada del ídolo Ángel Labruna a la dirección técnica del club, y de jugadores como Pablo Comelles, Miguel Ángel Raimondo y Héctor Ártico como refuerzos en la línea defensiva, Passarella pierde la titularidad ya que se negó a jugar por la izquierda. Su actuación más destacada fue contra Atlanta, cuando anotó dos goles para la victoria 3-2 como visitante.
Sin embargo, arrancado el Torneo Nacional de aquel año, volvió a ganarse la titularidad ante la lesión de Comelles. El lateral izquierdo titular, Gorrión López, pasó a jugar por derecha, y en el vacante lateral se estableció Passarella. En aquella primera fase marcaría tres goles, pero de cara a la ronda final del Campeonato firmaría cuatro más, en partidos decisivos que catapultaron a River al bicampeonato: los goles del triunfo frente a Talleres de Córdoba y Temperley, en el empate ante Gimnasia y Esgrima de Jújuy, y ante Atlético Túcuman en la victoria por 2-1.

#### Consolidación en River y año récord
Passarella pasó a formar parte del River que cortó la sequía de títulos, y de cara a 1976 se mantuvo firme como titular en el equipo de Labruna, ya acoplado como defensa central. Durante la temporada, anotó 24 goles entre los dos torneos locales (14 en el Metropolitano, 10 en el Nacional), récord absoluto dentro del fútbol argentino. Fue el octavo máximo goleador de ambos campeonatos, y el máximo goleador de River en ambas disputas, aunque el millonario no se consagraría campeón de ningún torneo, quedando quinto y subcampeón, respectivamente.  
También disputa la Copa Libertadores, marcando el gol de la victoria y posterior clasificación ante Estudiantes de La Plata en la primera fase del torneo. River culminaría segundo tras perder la final ante Cruzeiro. Passarella solo pudo jugar el segundo partido de aquella cita, con triunfo 2-1, debido a lesiones previas que afectaron su disputa.
El Káiser sería premiado con el reconocimiento al Futbolista del año en Argentina en 1976 por su irrupción como flamante goleador, en conjunto con sus claras características defensivas, que lo convertían en un jugador muy completo ya con 23 años.
Luego de un desolante año, en 1977 River conseguiría el Campeonato Metropolitano, con Passarella como una de sus figuras. Uno de sus más memorables goles se produjo en la fecha 45 del torneo: convierte dos penales a Hugo Gatti (el primero fue anulado), para la posterior victoria del conjunto riverplatense con gol de Pedro González. Aquel día, River quedó a un paso del título en cancha de Boca, tras arrancar perdiendo. Posteriormente también marcaría el 2-0 parcial, de tiro libre, en la victoria 4-2 ante Ferro, que decretó la conquista del título por encima del perseguidor, Independiente.
Durante el resto de 1977 y la primera parte de 1978, River no se mantuvo firme en el ámbito local. Fue el segundo máximo goleador de su equipo en el Nacional 1977, siendo solo superado por Norberto Alonso, pero el posterior año fue el menos destacable de su etapa en River: debido a la disputa de la Copa del Mundo, solo estaría disponible para el último tramo de aquel año.

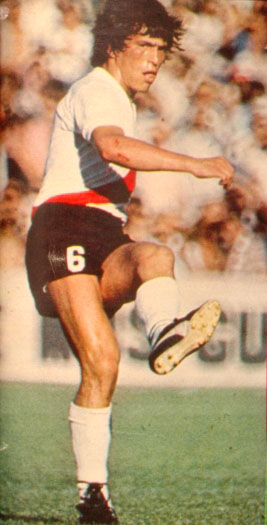
Passarella en 1979.

Passarella anotaría ante Independiente por la Libertadores 1978 en el partido desempate de la primera fase, tras volver de la concentración de cara al mundial, habiéndose consagrado campeón. Ante un Metropolitano que fue descuidado debido a la gira europea del plantel y que afrontó sin su mayoría de figuras debido a la convocatoria mundialista, River se queda sin chances de campeonar, y sumado a la derrota ante Atlético Mineiro y Boca en la segunda fase de la Libertadores, River pierde también sus chances en el certamen continental, y termina de quedarse con las manos vacías al perder la final del Torneo Nacional ante Independiente. 

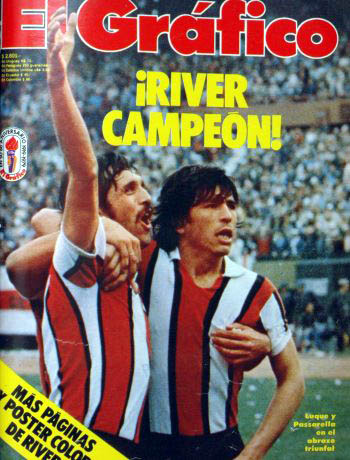
Junto a Leopoldo Luque en la tapa de El Gráfico, en los festejos por la consagración del Metropolitano.

El conjunto millonario se repondría, no obstante, y de manera contundente. River vuelve a demostrar su poderío en la liga, y vence en ambos torneos de la temporada. Tras clasificar a la ronda eliminatoria con fino margen de diferencia, Passarella convierte ante Independiente en ambos partidos de la semifinal del Metropolitano, en las victorias por 4-3 de local y 2-1 de visitante, para más tarde vencer con un contundente 7-1 en el global de la final a Vélez Sarsfield.
El gran capitán sería clave, una vez más, en la conquista del segundo torneo del año: similarmente al torneo anterior, con mera diferencia de un punto por sobre Huracán, River clasifica a la eliminatoria por el título. En cuartos de final vence a Vélez por penales, tras ganar 1-0 el partido de vuelta, con asistencia de Passarella a Juan José López a cinco minutos del final, y luego, en semifinales, se deshace de Rosario Central, nuevamente con gol suyo, en una abultada serie ganada 7-1. River se corona campeón frente a Unión, tras empatar ambos partidos, pero siendo beneficiario del gol de visitante. En el partido de ida, finalizado con empate a uno, el káiser brindó la asistencia, tras nuevamente ganar en lo alto, al Beto Alonso.

#### Explosión definitiva como jugador
Afrontando 1980, River cumple con las expectativas y consigue el tricampeonato, al ganar el Metropolitano. Nuevamente surge como figura en la conquista del título Passarella, y el equipo de Labruna, con una actuación más soberbia de la común, gana el torneo con nueve puntos de diferencia sobre el subcampeón, Argentinos Juniors, y ganando ambos partidos ante Boca, con un imponente 5-2 de visitante y 2-1 de local. Es recordado el gol del empate en el superclásico jugado en el Monumental, en donde Passarella remata un tiro libre inalcanzable para el Loco Gatti, con un clase magistral.
Consagrado por tercera vez consecutiva como el cuarto jugador más goleador de River en un torneo, afronta el Nacional en búsqueda del cuarto campeonato seguido, pero el equipo se queda corto en las aspiraciones al título tras perder duramente ante Newell's Old Boys en el partido de vuelta de los cuartos de final.
De cara a 1981, River afronta con expectativa la Copa Libertadores, competencia resaltantemente esquiva en ese entonces, y el Torneo Metropolitano. Sin embargo, ninguna de los títulos brindaría alegría para el cuadro millonario, que se quedaría corto en el torneo y perdería insolitamente los dos partidos ante Deportivo Cali en la Copa, los cuales despojaron al equipo de avanzar a la segunda fase. Passarella entre los dos torneos anota nueve goles, pero quedarían eclipsados tras su actuación en el Campeonato Nacional.
Ya con Alfredo di Stéfano en el banco, tras el despido de Ángel Labruna, mentor del Káiser, River afrontó el segundo torneo del año, con motivos de campeonar. Anotó ante el Boca de Maradona en una remontada 3-2 de visitante, para unas fechas más tarde clasificar con lo justo a los cuartos de final del torneo. Passarella sacó a relucir su pegada y nuevamente anotó en fase eliminatoria: ante Rosario Central, por los cuartos de final, marcó el 1-0 parcial en Arroyito, que finalizaría con un 2-1 final a favor. Tras el empate en la vuelta, River visita Avellaneda y se mide ante Independiente, donde nuevamente, de tiro libre, firma un potente disparo al ángulo. Aquel gol clasificaría a River a la final, tras empatar en el Estadio Monumental en el desquite.

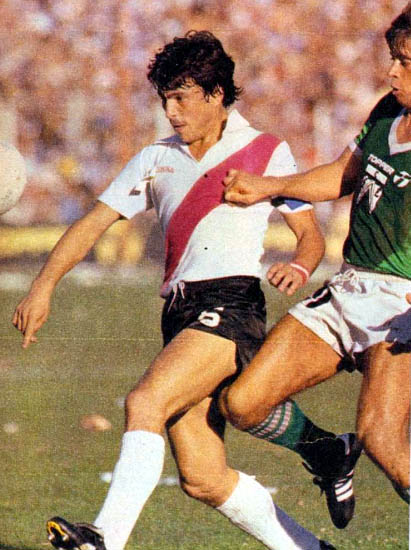
Marcado por Julio César Jiménez en la final del Campeonato Nacional

El último partido partido oficial de Daniel Passarella en River, hasta su eventual vuelta, sería el 20 de diciembre en cancha de Ferro. Con un global de 2-0, y ganando ambos partidos por la mínima, el gran capitán conquistaba su séptima liga en el club y, con seis goles, finalizaba su primera etapa con el millonario como el máximo goleador del equipo, una vez más.
Selló su primer paso por River como una de sus figuras induscutibles, y con cifras estelares: 95 goles en 299 partidos, promedio de casi un gol cada tres partidos.

### Salto al fútbol italiano

#### Fiorentina
Tras el Mundial de España 1982, Passarella es comprado por la Fiorentina, por un monto de 2,5 millones de dólares. Su primera temporada fue más bien discreta, pero fue escalando en rendimiento personal; a la temporada siguiente, la 1983-84, fue el tercer máximo goleador, tras Daniel Bertoni y Paolo Monelli.

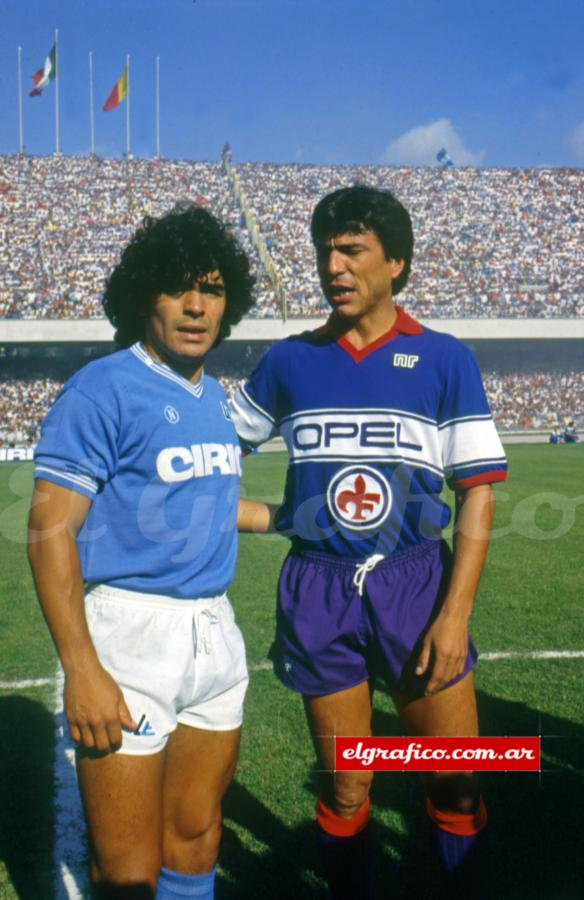
Junto a Diego Armando Maradona en un Napoli - Fiorentina, 1985.

En la temporada 1984-85 fue el segundo máximo goleador del cuadro florenciano, pero el equipo no consigue grandes resultados, y su mejor rendimiento lo tuvo en la copa italiana, alcanzando una semifinal.
Fue el goleador del equipo durante la temporada 1985-86 de la Serie A, con once tantos. En aquella edición se dio el gusto de anotarle a la Juventus, dos veces al Inter de Milán, y al Milan.
Tuvo el reconocimiento de ser el defensa más goleador en una temporada de la liga italiana, hasta que Marco Materazzi lo batió en la 2000-01, cuando anotó doce goles con el Perugia.
En la Copa Italia de aquella temporada, venció a la Juventus con gol suyo de penal. El conjunto viola obtuvo el 90% de los puntos en la fase de grupos y avanzó a los octavos de final, donde eliminó al Udinese con dos goles del Káiser, y posteriormente a cuartos, donde dejó afuera al Empoli. Finalmente, alcanzó las semifinales, donde cayó eliminado ante la Roma. Passarella anotó cuatro goles durante el torneo, que lo posicionaron también como el goleador de su equipo en la copa local.
Cerró su etapa en la Fiorentina con 35 goles en 139 partidos, en un lapso de cuatro temporadas, al momento de ser traspasado al Internazionale. Es, asimismo, uno de los futbolistas más reconocidos que pasaron por la institución, colocándose como el defensor más goleador en el club, y dentro del ranking de los treinta máximos goleadores.

#### Inter de Milán
La primera temporada de Passarella en el Inter de Milán no cosechó éxitos, ya que el equipo quedó afuera de la Coppa Italia con el Cremonese, y de la Copa de la UEFA con el IFK Göteborg, en ambas ocasiones sin poder avanzar de cuartos. La Serie A por su parte finalizó con el Inter en la tercera posición, a cuatro puntos del campeón, Napoli.
La segunda temporada tampoco fue la excepción: el mejor desempeño del cuadro nerazzurri fue alcanzar las semifinales de la copa italiana, siendo eliminados por la Sampdoria, y termina como el tercer máximo anotador del conjunto interista. Tras jugar dos temporadas para el Inter, Passarella parte del club, habiendo aportado quince goles en 73 partidos.

### Vuelta a River Plate y retiro como jugador

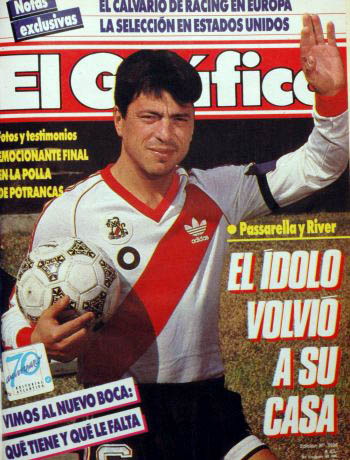
Passarella en su vuelta en 1988.

Passarella vuelve a River en 1988 para la disputa del Campeonato de 1988-89 de la mano de César Luis Menotti, el entonces técnico del millonario. Ante un torneo irregular de River, que termina cuarto con 67 puntos y lejos del campeón, tomaría la decisión de colgar los botines llegado el final de temporada.
Anotó su último gol como profesional el 5 de julio ante Argentinos Juniors, de tiro libre, en la victoria por 4-0 en el marco de la cuarta ronda de la liguilla, que clasificaba al vencedor de la misma a la Copa Libertadores de 1990.
Un 27 de julio de 1989, River ganó 2-1 la final de la ronda de perdedores de la liguilla al clásico rival. El Káiser se iría expulsado a los 35 minutos del primer tiempo, tras la protesta realizada ante la agresión de parte de Alfredo Graciani —quien también sería expulsado—, hacía José Serrizuela, en una decisión polémica juzgada por el árbitro Juan Bava.
De esta manera, su etapa en el millonario concluye con 103 goles en 331 partidos, cifras que lo posicionan como el defensa más anotador del club, y decimotercero en la tabla general de goleadores. Estos números también determinan que, durante su etapa en la Primera División argentina, sea el defensor más goleador de esta competición, con 99 tantos.

## Selección de Argentina

### Torneo Esperanzas de Toulon y primeros pasos en la mayor
Fue convocado por César Menotti en 1975 para integrar la selección juvenil que disputó el Torneo Esperanzas de Toulon. La selección ganó el torneo con la capitanía de Passarella, y desde ese momento se convirtió en uno de los preferidos de Menotti.
En 1976 fue convocado a la selección absoluta para una gira por Europa del Este. El 20 de marzo de 1976 se produjo su debut contra la Unión Soviética, disputando 34 minutos en la victoria argentina. Su primer gol con la albiceleste se dio en la derrota 3-1 ante Alemania, el 5 de junio de 1977.
Passarella, rumbo al mundial, disputó ocho partidos amistosos, con cuatro goles anotados. No se dispondrían de partidos clasificatorios al mundial debido a la localía de la cita mundialista designada en Argentina, la cual clasifica al organizador. Llevó la cinta de capitán por primera vez en un partido ante Rumania, a la que Argentina venció con un doblete suyo. Su buen rendimiento lo llevó a ser convocado a la Copa del Mundo.

### Coronación en el Mundial de 1978 como capitán y emblema
De cara a la Copa del Mundo, la selección argentina tenía una presión enorme, a raíz de la realización del certamen durante la dictadura militar que comandaba al país en ese entonces, que según muchos pretendía ocultar los tratos hacía los opositores del gobierno de facto. Se trató al evento como un espejismo, designado para distraer a la mayor cantidad de gente posible del foco de represión que llevó a cabo el régimen.
El sorteo arrojó un grupo complicado para la selección nacional, al tener que medirse con sus similares de Hungría, Francia, e Italia, quien también era parte de las cabezas de serie, en el marco del Grupo 1. Passarella disputó los 270 minutos de la fase de grupos, marcando, de penal, el gol inicial en la victoria 2-1 ante la selección francesa en la segunda jornada. Con dos triunfos y una derrota ante el conjunto italiano, Argentina aseguraba el pase a la siguiente ronda.
Su condición de segunda de grupo la emparejaría con Polonia, Brasil, y Perú de cara a la segunda fase. Tras ganar 2-0 en el partido ante los polacos, llegó el encuentro más duro del grupo, que terminó con igualdad a cero frente a la selección brasileña, en Rosario. Dentro de este contexto, Argentina disputaría su último partido del grupo ante su similar peruana, y debido al contundente 3-1 propinado por el puntero Brasil a los europeos, el combinado nacional tenía que lograr una hazaña al tener que vencer por 4-0, de mínima, en el partido decisivo.
Passarella brindó dos asistencias, de pase y de cabeza, en la victoria 6-0 de la local ante Perú. Primero a Mario Kempes, para abrir el marcador, y más tarde a Leopoldo Luque, para el 4-0. En un partido polémico, la albiceleste se clasificaba a la final, en la ya que aguardaba Países Bajos.

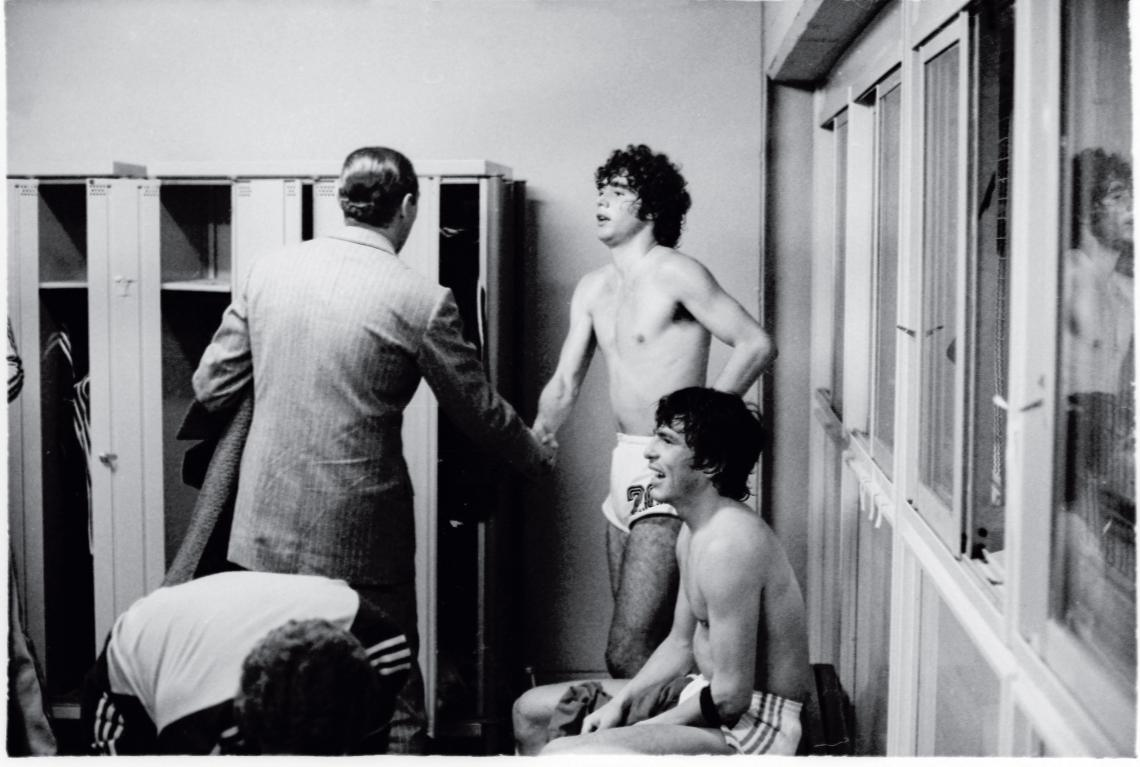
Passarella, tras la clasificación argentina a la final. De fondo, Alberto Tarantini saludando a Jorge Videla.

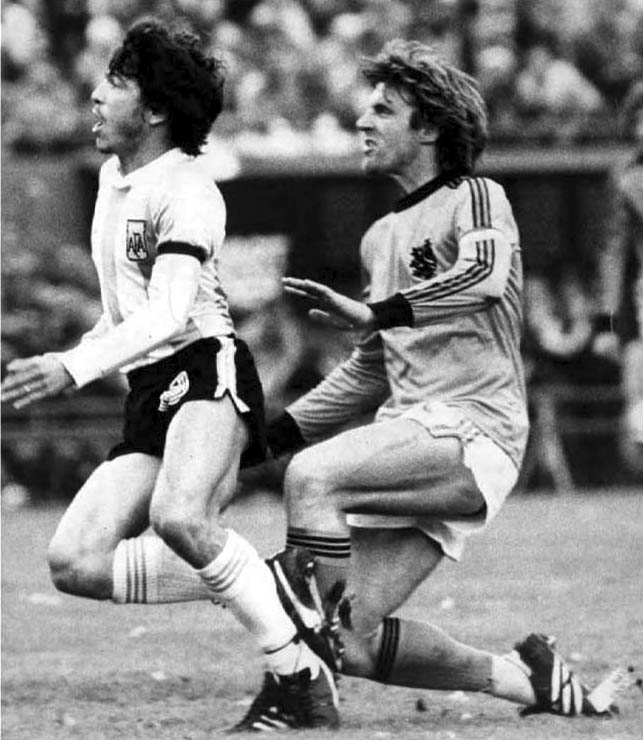
Passarella y Ruud Krol, ambos capitanes de sus equipos.

Finalmente, el 25 de junio, el conjunto nacional se midió ante la reconocida selección neerlandesa en el marco de la final por el título. En un duro partido, que llegó al tiempo suplementario, Argentina venció 3-1 al combinado europeo y se proclamó campeona del mundo.
Passarella fue uno de los pilares del equipo junto a Ubaldo Fillol, Leopoldo Luque y Mario Kempes. Portó la cinta de capitán durante el certamen, tras la renuncia de Jorge Carrascosa a participar en la Copa, y debido a esto, se convirtió en el capitán más joven en alzar una Copa del Mundo, con 25 años y un mes al momento de la consagración.
Sus méritos e influencia dentro y fuera de la cancha llevaron a que se lo conozca como «el Gran Capitán»; disputando los siete partidos, y anotando un gol, su aparición quedó forjada como aquella digna de una leyenda.

### Copa América y decepción en España 1982
Consagrado como campeón del mundo, se disputa la Copa América de 1979, afrontando un grupo con Bolivia y, nuvemante, Brasil. Argentina perdió ambos partidos por la mínima de visitante, pero parecía reponerse de la mano de dos goles de Passarella: primero ante los bolivianos, para abrir el marcador en la victoria 3-0, y frente a Brasil de tiro libre para el empate 1-1 en el Monumental. Sin embargo, esta igualdad a dos decretó la eliminación en primera fase.

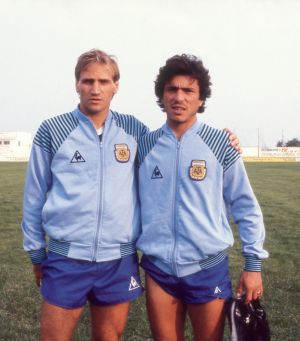
Junto a Enzo Trossero durante el Mundial.

Afrontando la Copa del Mundo, Argentina se basó en su conquista anterior para armar el plantel. Con aquellos cimientos de jugadores campeones, y sumando las apariciones de Diego Armando Maradona y Ramón Ángel Díaz, campeones del Mundial Juvenil de 1979, se desarrolló el Grupo 3. Tras la derrota ante Bélgica, Argentina se recuperó venciendo 4-1 a Hungría. En dicho encuentro, Daniel Bertoni abrió al marcador, tras pase del Káiser. En la última fecha frente a El Salvador, Argentina certificó su clasificación a la siguiente ronda con gol de penal del capitán.
La segunda fase, sin embargo, sería olvidable. La albiceleste perdió los dos encuentros que jugó, recibiendo cinco goles y anotando solo dos, ambos de consuelo. Passarella clavó una pelota en el ángulo ante Italia mediante un tiro libre, pero la derrota por 3-1 ante Brasil dejó en anécdota la participación de la selección nacional en aquel grupo.

### Bicampeón del mundo en México 1986
En 1982 llega a la dirección técnica de la selección argentina Carlos Salvador Bilardo. Tras su arribo, el doctor declaró que el único jugador que tenía asegurada la titularidad era Maradona, algo que molestó a Passarella, y le quitó la capitanía al Gran Capitán, la cual ejercía desde previo al Mundial de 1978, para dársela al pelusa.
Passarella retornaría a la selección recién en 1985, en un partido ante Paraguay, casi tres años después de su último partido ante Brasil en el Mundial 1982, y concentró de cara a las eliminatorias rumbo a México 1986. Argentina se mediría con Perú, Colombia y Venezuela en la búsqueda del único cupo directo a la Copa del Mundo. El káiser anotó ante Venezuela en la primera fecha, y vencería en sus primeros cuatro partidos, pero se complicaría tras la derrota ante Perú en el Estadio Nacional de Lima.

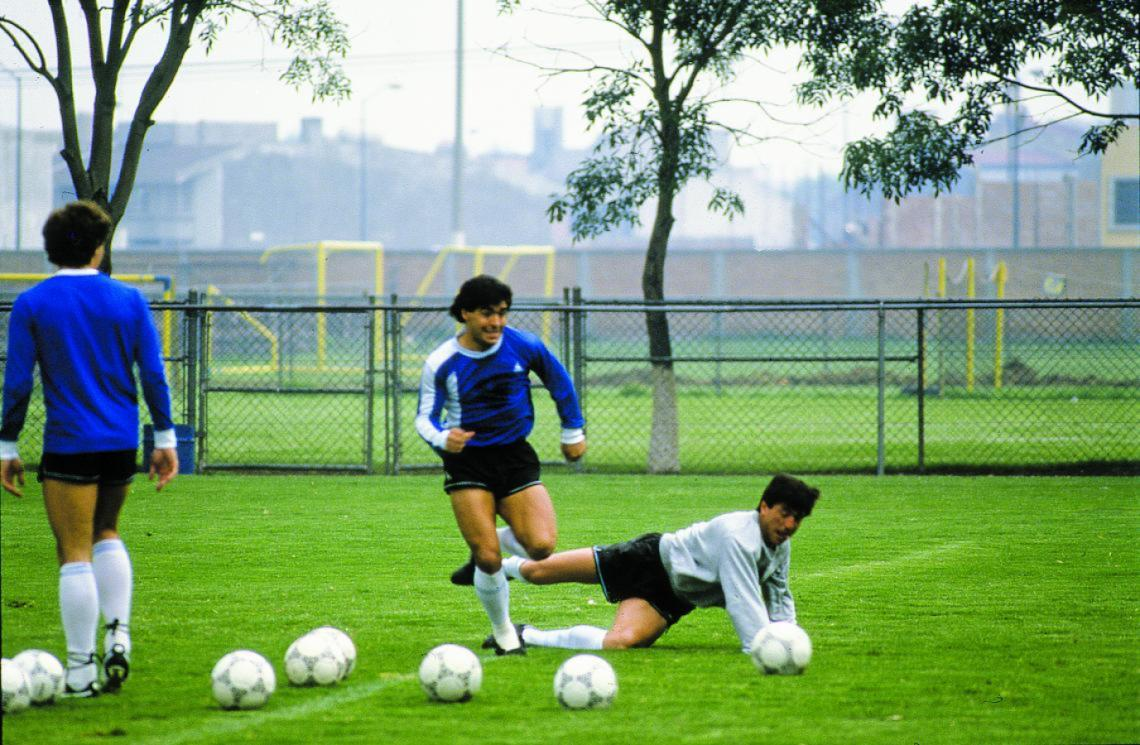
Passarella y Maradona en un entrenamiento con la selección argentina, en 1986.

El 30 de junio, en el marco del último partido, la albiceleste se medía ante la selección peruana en el Estadio Monumental. Perdiendo 2-1 y a diez minutos del final, Passarella bajo una pelota con el pecho que posteriormente remató, pegando en el palo. El posterior empuje sobre la línea de Ricardo Gareca decretó el empate a dos final y la clasificación argentina al Mundial. Si bien el gol no fue de Passarella, los focos y la gente se centraron en el Gran Capitán. Su último partido en la selección lo jugaría ante Israel, el 4 de mayo de 1986, con victoria 7-2.
Ya en 1986 y días antes del inicio de la Copa del Mundo 1986, sufrió de una gastroenteritis, que lo marginó del debut ante Corea del Sur, cuando había sido planeado que juegue. Estuvo también la intención de disputar el encuentro ante Italia, pero nuevamente el virus resurgió, y en última instancia frente a Bulgaria, cuando se recuperó de la infección, sufrió un desgarro en su pierna izquierda, que lo marginó del resto del torneo.
Si bien fue parte del plantel que viajó, no jugó ningún partido del certamen, que tendría a la selección nacional como vencedora tras derrotar a la Alemania Federal en la final. Passarella, aun así, se convirtió en el único futbolista argentino bicampeón mundial. Es reconocida su frase alegando: «En Argentina hay 44 medallas de campeones del mundo para 43 jugadores».

## Trayectoria como entrenador

### River Plate (1990-1994)
Después de las elecciones el 9 de diciembre de 1989, que dieron como ganador a Alfredo Davicce en River, Reinaldo Merlo decide dejar su cargo, y es reemplazado por Passarella, quien nunca había dirigido un equipo y se había retirado meses atrás. En la semana previa al debut, declaró:
Vuelvo a River para ser campeón.
Dirigió su primer partido un 15 de enero de 1990 en un amistoso ante Independiente, con empate sin goles. A mitad de torneo y en el segundo lugar de la tabla, Passarella debuta como entrenador de manera oficial el 26 de enero frente a Newell's, con un empate a uno.
River saldría campeón del torneo, perdiendo solo un partido desde que El Káiser tomó las riendas, con 10 victorias y 9 empates. Entre sus aportes más notorios estuvo la formación de la dupla pac-man entre Gustavo Zapata y Leonardo Astrada, y la inclusión de Ramón Medina Bello y Fabián Basualdo, de gran rendimiento, sumado a la disposición de Hernán Díaz de lateral, en un equipo más creativo que el de su otrora compañero.
En el transcurro del año también disputa la Copa Libertadores 1990. El equipo comandado por Passarella alcanzaría las semifinales, tras eliminar a Defensor Sporting en octavos, Independiente en cuartos y caer ante Barcelona de Ecuador por penales.
De cara a la temporada 1990-91, se disputa el torneo en dos etapas, Apertura y Clausura, que otorgaban un boleto cada uno a la final por el Campeonato. Por dos puntos, el millonario no alcanza la marca de 28 conseguidos por Newell's durante el Apertura, quedando segundo. Tras quedar décimo en el Clausura y no pasar la fase de grupos de Libertadores en 1991, se cierra una temporada sin títulos.
River repunta ganando el Torneo Apertura 1991, que ya otorgaba título en sí. El equipo de Passarella hilvanó nueve victorias en nueve partidos del torneo, y con el empate ante Estudiantes en la decimocuarta jornada, ya terminaría con más puntos que el subcampeón, Boca Juniors, tras las 19 fechas. Se mantuvo invicto hasta la fecha 17, cuando perdió por la mínima ante Argentinos Juniors. El goleador fue Ramón Díaz, en su vuelta de la mano del entrenador.
Sin embargo, en ese mismo semestre disputó la Supercopa Sudamericana 1991, que perdió ante Cruzeiro en la final. Tras eliminar a Grêmio, Flamengo, y Peñarol en fila, el equipo del Káiser no pudo sostener el 2-0 en la ida, y fue remonatado de visitante.
Tras un 1992 sin títulos y el subcampeonato del Apertura 1992, se afronta 1993 la disputa del torneo y la Libertadores. Finalizados dos torneos decepcionantes, se juega el Apertura 1993, con conquista riverplatense. En un torneo muy disputado, River prevaleció en la fecha final: aunque no pudo vencer a Argentinos, tampoco pudo Vélez con Banfield, y así el equipo dirigido por Passarella se consagró campeón, con 24 puntos.
El Clausura 1994 sería el último torneo disputado por el Káiser, quedando a cinco unidades del campeón. Luego de dirigir 215 partidos totales, en lo que sería su primera etapa (105 ganados, 65 empatados y 45 perdidos), es nombrado en 1994 para dirigir la selección argentina, y el millonario pasaría a ser comandado por uno de sus ayudantes, Américo Gallego.
Durante esta primera etapa al mando del equipo, se denotan, acompañado de sus éxitos, sus aportes al plantel con la inclusión y el rodaje de diversos jugadores de las inferiores, como Ariel Ortega, Hernán Crespo, Matías Almeyda y Marcelo Gallardo.

### Selección argentina (1995-1998)

#### Trayectoria en competiciones
En 1995 ganó los Juegos Panamericanos realizados en la ciudad de Mar del Plata, en calidad invicta, actuando como sucesor de Alfio Basile. Obtuvo una Medalla de Plata en los Juegos Olímpicos de Atlanta 1996, cuando llegó a la final nuevamente invicto, pero resultó perdedor tras el 2-3 ante Nigeria en la final.
Se quedó afuera de la Copa América en 1995. Argentina llegó a los cuartos de final y, en el clásico sudamericano con Brasil, quedó afuera por penales, tras el polémico gol de Túlio Maravilha para los brasileños que empató aquel partido.
En la edición de 1997 el seleccionado nacional tuvo un rendimiento bastante peor, al caer nuevamente en cuartos, esta vez con Perú. Previamente empató a cero con Ecuador, le ganó a Chile sobre el final, y con Paraguay igualó, de nuevo, esta vez al último minuto.
Consiguió la clasificación al Francia 1998 con 30 puntos durante las eliminatorias, en la primera que se disputó en formato todos contra todos.  Argentina dispondría con jugadores de la talla de Gabriel Batistuta, Hernán Crespo, Marcelo Gallardo, Ariel Ortega,  Javier Zanetti, y demás futbolistas de mucho renombre.
Tras quedar invicta en su grupo, sin goles recibidos y con siete a favor, Argentina tuvo un rival difícil en octavos como Inglaterra, a quien, tras empatar a dos y estar en desventaja en el marcador en ambas ocasiones, eliminó en la tanda de penales. Aquel equipo, sin embargo, perdió en cuartos de final contra Países Bajos por 2-1, con gol de Dennis Bergkamp al último minuto. Passarella renunció a su cargo después del Mundial, como ya lo había anunciado meses antes.

#### Polémicas declaraciones y peleas
Durante ese período se presentó comandando ciertas políticas inflexibles: Passarella apareció con un discurso «de mano dura» que incluyó alusiones a rinoscopías y demás prohibiciones varias. Entre ellas, la apariencia de sus jugadores, vagando desde los aros hasta el pelo largo, y pasando incluso por los homosexuales.
Fueron muchos los convocados, o aquellos que se veían cerca, que acataron la orden y se cortaron el pelo, como Batistuta. No obstante, hubo dos figuras a las que no llamó durante largo tiempo, curiosamente ambas con el pelo largo: Claudio Caniggia y Fernando Redondo. Para 1997, con el equipo bastante desmejorado, el Káiser decidió que Redondo, que brillaba en el Real Madrid, tenía que estar; el futbolista, ofendido por aquella exigencia que juzgaba inútil, rechazó la convocatoria. En la recta final de cara a la Copa del Mundo, Passarella volvió a convocar al mediocampista, sin hablar antes con él. Redondo dijo que las diferencias eran irreconciliables y renunció a la Selección.
Además, se le acusó de cierta predilección en convocar a jugadores representados por el agente Gustavo Mascardi.

### Diversas otras experiencias
Tuvo un corto paso como entrenador de la selección uruguaya, en la que asumió en abril de 1999, pero renunció en medio de las eliminatorias al Mundial 2002.
Luego de un paso sin éxito por el Parma, donde solo disputó diez partidos, es contratado por el Club de Fútbol Monterrey, con el cual termina clasificándose en el tercer puesto a la liguilla con 34 unidades. El 14 de junio de 2003 consigue el Torneo Clausura tras vencer al Morelia por marcador global de 3-1. Con los rayados también disputó la copa Campeón de Campeones, la cual perdió mediante penales.
En 2005 fue contratado por el Sport Club Corinthians Paulista, donde no tuvo buenos resultados y fue despedido.

### River Plate (2006-2007)
El 10 de enero de 2006, Passarella toma las riendas de River tras doce años, reemplazando nuevamente a Mostaza Merlo, que renunció en la madrugada argentina del día anterior. Realizaría buenas campañas en ambos torneos locales, terminando dos veces tercero, pero muy lejos del campeón en ambas ocasiones. Cayó eliminado en cuartos de final de la Libertadores de aquel año, con Libertad.
Para 2007, fue eliminado en la fase de grupos de la Copa Libertadores 2007 y, tras quedar cuarto en el Clausura, una importante cantidad de hinchas pidió su renuncia reiteradas veces en el hall del club.
El 25 de mayo de 2007 (el día de su cumpleaños y aniversario del club), antes del comienzo del Apertura 2007, él mismo se estableció un plazo para renunciar, diciendo que en caso de que no ganara ningún título a fin de año del 2007, renunciaría al cargo de director técnico, sin cobrar el dinero de ese plazo. Finalmente, el 15 de noviembre, dimite como entrenador de River, después de un mediocre Torneo Apertura en el que lo dejó 7.º al momento de irse y la eliminación de su equipo en las semifinales de la Copa Sudamericana, a manos de Arsenal de Sarandí, por la vía de los penales.
Existió la posibilidad de ser el sucesor de Richard Páez en el puesto de director técnico de la selección venezolana de fútbol, aunque finalmente fue elegido César Farías.

## Trayectoria como presidente
En diciembre de 2008 anuncia su candidatura a presidente de River Plate. El 5 de diciembre de 2009 es elegido presidente, luego de que un segundo recuento lo diera ganador por seis votos. Rodolfo D'Onofrio, el otro postulante con posibilidades, impugnó sin éxito el resultado electoral ante la Justicia.

#### Resultados electorales 2009
| Candidato                   | Candidato                   | Agrupación                  | Votos  | %       |
| --------------------------- | --------------------------- | --------------------------- | ------ | ------- |
|                             | Daniel Passarella           | Liderazgo Riverplatense     | 5298   | 37,18 % |
|                             | Rodolfo D'Onofrio           | Con River Toda la Vida      | 5292   | 37,14 % |
|                             | Antonio Caselli             | Primero River               | 2765   | 19,41 % |
|                             | Daniel Kiper                | Votá por River              | 448    | 3,14 %  |
|                             | Mariano Mera Figueroa       | Dueños                      | 431    | 3,02 %  |
| Total de votos válidos      | Total de votos válidos      | Total de votos válidos      | 14 234 | 99,89 % |
| Votos nulos y blancos       | Votos nulos y blancos       | Votos nulos y blancos       | 14     | 0,11 %  |
| Total de empadronados       | Total de empadronados       | Total de empadronados       | 30 600 | 30 600  |
| Total de mesas              | Total de mesas              | Total de mesas              | 31     | 31      |
| Total de sufragios emitidos | Total de sufragios emitidos | Total de sufragios emitidos | 14 248 | 100 %   |

Passarella se encontró con la difícil situación que atravesaba River, debido a la pésima gestión del anterior presidente de la institución, José María Aguilar. Por los malos resultados obtenidos en el torneo anterior, River arrancaría el 2010 muy mal posicionado en la tabla de promedios de cara a 2011 (ya que todavía faltaban definirse los descensos del 2010). En los próximos 3 torneos, se decía, River tenía que obtener aproximadamente 30 puntos en cada uno.
Durante la primera parte del año 2010, Passarella concretó las contrataciones de Rodrigo Rojas, Juan Manuel Díaz y Alexis Ferrero. Sin embargo, el rendimiento del equipo durante el Clausura 2010 no fue el esperado, y Leonardo Astrada tuvo que abandonar el cargo a mitad del torneo. Para afrontar el resto del campeonato, Passarella tomó la decisión de contratar a Ángel Cappa como director técnico, decisión que no fue bien recibida por parte de los hinchas millonarios, que reclamaban por la vuelta de Ramón Díaz. Cappa terminó el torneo de manera aceptable, con tres importantes victorias frente a Godoy Cruz, Vélez Sarsfield y Racing Club, y una catastrófica derrota por 5 a 1 de local frente a Tigre.
En las vacaciones de invierno y de cara al Torneo Apertura 2010 River tenía la necesidad imperiosa de sumar puntos, entonces Passarella contrató a varios refuerzos, entre ellos, Josepmir Ballón, Carlos Arano, Adalberto Román, Walter Acevedo, Leandro Caruso, Juan Pablo Carrizo, Mariano Pavone y Jonatan Maidana. El equipo tuvo un comienzo auspicioso, con buen nivel de juego pero algunos problemas en defensa, ganando 3 partidos, empatando 1 y perdiendo 2. En la fecha 8 se produce la lesión de su capitán y mejor jugador Matías Almeyda, y entonces el rendimiento del equipo de Cappa decayó, con 5 empates seguidos y una derrota contra All Boys, luego de la cual Passarella decidió dimitir de su cargo al técnico y determinó que J.J. López afronte el resto del torneo. J.J. López cambió la táctica, volviéndola más defensiva con una línea de 3 centrales, dos laterales y un doble 5. Así, empezó nada menos que con una victoria contra Boca Juniors en el Monumental y terminó el campeonato de muy buena manera, consiguiendo en total 13 puntos de 18 en juego (4 victorias, un empate y una derrota). En total, River terminaría el torneo cuarto con 31 puntos (8 victorias, 7 empates y 4 derrotas).
Luego de esto, River debía afrontar el Clausura 2011, en el que tenía que hacer una muy buena campaña para evitar el descenso definitivamente. Frente a esto, en vez de contratar a un DT con mayores pergaminos, Passarella decidió mantener a López en el cargo, a pesar de sus malos antecedentes frente a equipos en situación de descenso. Además de esto, incorporó a un solo jugador: Fabián Bordagaray, y dejó salir del club a Ariel Ortega, por problemas extra futbolísticos. Estas medidas fueron fuertemente criticadas por los simpatizantes de River Plate.
River comenzó el Clausura 2011 de muy buena manera, incluso llegando a estar puntero del campeonato en la fecha 9. Sin embargo, el equipo de J.J. cayó en picada, probablemente por el exceso de presión, y de los últimos 21 puntos en juego solo sumó 4 unidades. El equipo finalizó en la novena posición con 26 puntos y 17.º en la Tabla de Promedios, con un promedio de 1,236, a 0,027 (4 puntos) del último "salvado" que fue Tigre, por lo que debió jugar la promoción. En el encuentro de ida, insólitamente Passarella se pelearía con los referentes del plantel como Pavone, Acevedo, Maidana, etc, por lo cual, J.J. López se ve obligado a mandar a la cancha a juveniles con poca experiencia en Primera como Roberto Pereyra, Ezequiel Cirigliano, Erik Lamela, Mauro Díaz y Rogelio Funes Mori, lo que sería un error garrafal de Passarella ya que River perdió en Córdoba por 2 a 0 frente a Belgrano, lo cual sería ya el principio de la condena. En el partido de vuelta, River empató 1 a 1 y quedó condenado al descenso a la B Nacional por primera vez en su historia.
Por lo mencionado, la mayoría de los hinchas de River Plate consideran a Passarella y a J.J. López como los dos principales culpables del descenso de River Plate a la Primera B Nacional, ocurrido por única vez en la historia en junio de 2011, sobre todo porque Passarella contrató a Cappa en vez de a Ramón Díaz, por contratar a J.J. López con sus antecedentes en descender equipos, y por no traer ningún refuerzo en el torneo más importante de la historia de River Plate, teniendo en cuenta que Daniel rechazó una oferta de 9 millones de Euros del Benfica por Funes Mori, con lo cual podría haber contratado más refuerzos, sin embargo, el equipo terminó décimo séptimo en la tabla de promedios de primera división, calculado sobre la base de los últimos 3 años de competencia, es decir, 6 torneos, 3 de los cuales (los primeros, los de peor rendimiento) fueron bajo la presidencia anterior:
- Apertura 2008: 14 puntos
- Clausura 2009: 27 puntos
- Apertura 2009: 21 puntos
- Clausura 2010: 22 puntos
- Apertura 2010: 31 puntos
- Clausura 2011: 26 puntos

Los primeros tres torneos fueron bajo la gestión anterior, de José María Aguilar, y dan un promedio de 20,7 puntos cada uno, mientras que los tres siguientes dan un promedio de 26,3 puntos, un promedio bajo para una institución como River, pero no tanto como para condenarlo al descenso. Por lo tanto, el descenso de River Plate comparte culpa entre la gestión de José María Aguilar, quien además dejó al Club en las condiciones económicas más nefastas de su historia, y por gran culpa de Passarella que con su soberbia y malas decisiones terminó condenando al club a lo más bajo de su historia. Por el lado de J.J. López, es el técnico de mayor eficacia de todos los que pasaron en esos seis torneos, con un 52 %. En realidad, el técnico de menor eficacia en ese lapso fue Diego Simeone, que en el Apertura 2008 renunció luego de la fecha 14 dejando al club último en la tabla de posiciones con solo 10 puntos (24 % de eficacia).

### Luego del descenso a la Primera B Nacional
Apenas consumado el descenso, se supo la noticia de que el capitán, ídolo y mejor jugador del equipo por entonces, Matías Almeyda, pasaría a ser el nuevo técnico del club, sin tener experiencia como DT. La temporada siguiente, con un equipo con varios cambios y un estilo muy ofensivo, River saldría campeón de la Segunda División y conseguiría el ascenso directo, en la última fecha y luego de algunos partidos agónicos. Una vez conseguido ese logro, Passarella volvería a tener problemas con los hinchas. Alejandro "el Chori" Domínguez y Fernando Cavenaghi, dos ídolos que habían vuelto a préstamo al club para devolverlo a primera, salieron a los medios anunciando una ruptura de relaciones con la dirigencia, culpa de la cual no se intentaron negociaciones para mantener a los jugadores en el equipo.
El último año y medio de Passarella al frente de la institución transcurrió sin pena ni gloria, con un sostenimiento de las mejoras en el ámbito económico pero sin conseguir ningún título. De los tres torneos que jugó River en la gestión Passarella luego del ascenso, el primero fue dirigido casi en su totalidad por Matías Almeyda, pero en las últimas fechas y tras un rendimiento mediano y demasiados cambios en el equipo titular, él fue reemplazado por Ramón Díaz quien dirigió además los dos torneos restantes. En el Torneo Final 2013 River tuvo un muy buen nivel pero quedó segundo, a tres puntos del gran Newell's del Tata Martino. Luego, en el Torneo Inicial 2013 River saldría 17° con solo 21 puntos y un nivel pésimo. Pese a esto, Passarella (otra vez polémico) le renueva el contrato a Ramón con una cifra millonaria, sabiendo que si despedia al ídolo riverplantese la hinchada quizás esta vez explotaría.
Passarella no se presentó en las elecciones de diciembre de 2013, a causa de su mala imagen y de su pésima gestión, agravada sobre todo por el histórico descenso. En ellas se impuso Rodolfo D'Onofrio con el 55 % de los votos, quien sostuvo a Ramón Díaz como DT de cara al Torneo Final 2014. En este último River finalmente salió campeón luego de 6 años de ostracismo, pero luego Ramón renunció por problemas con la actual dirigencia. En junio de 2014 asume como DT Marcelo Gallardo (quien perduró en el cargo hasta 2022) y con el paso del tiempo se convierte en el técnico más ganador en la historia de River. Como logro residual, vale aclarar que todos los jugadores importantes en el logro de la Copa Sudamericana 2014 y la Copa Libertadores 2015 por parte de River fueron conseguidos por la dirección técnica de Ramón Ángel Díaz, como pueden ser Marcelo Barovero, Leonel Vangioni, Ramiro Funes Mori (inferiores), Jonatan Maidana, Gabriel Mercado, Ariel Rojas, Matías Kranevitter (inferiores), Leonardo Ponzio, Carlos Sánchez, Rodrigo Mora y Teófilo Gutiérrez. Esas elecciones finalmente las ganaría Rodolfo D'Onofrio y volvería a poner al club en lo más alto del continente.

## Participaciones con la selección argentina

### En la Copa Mundial de Fútbol

#### Como futbolista
| Edición              | Sede      | Resultado     | Partidos | Goles |
| -------------------- | --------- | ------------- | -------- | ----- |
| Copa Mundial de 1978 | Argentina | Campeón       | 7        | 1     |
| Copa Mundial de 1982 | España    | Segunda ronda | 5        | 2     |
| Copa Mundial de 1986 | México    | Campeón       | 0        | 0     |

#### Como entrenador
| Edición              | Sede    | Resultado        | G | E | P |
| -------------------- | ------- | ---------------- | - | - | - |
| Copa Mundial de 1998 | Francia | Cuartos de final | 3 | 1 | 1 |

### En la Copa América

#### Como futbolista
| Edición           | Sede            | Resultado     | Partidos | Goles |
| ----------------- | --------------- | ------------- | -------- | ----- |
| Copa América 1979 | América del Sur | Primera ronda | 4        | 2     |

#### Como entrenador
| Edición           | Sede    | Resultado        | G | E | P |
| ----------------- | ------- | ---------------- | - | - | - |
| Copa América 1995 | Uruguay | Cuartos de final | 2 | 1 | 1 |
| Copa América 1997 | Bolivia | Cuartos de final | 1 | 2 | 1 |

## Estadísticas

### Como jugador

#### Clubes
| Sarmiento (Junín) Argentina |                                    |                                    |     |     |    |    |    |     |     |      |      |
| 3.ª | 1970                               | 36                                 | 9   | —   | —  | —  | —  | 36  | 9   | 0,25 |      |
| 3.ª | Total                              | Total                              | 36  | 9   | 0  | 0  | 0  | 0   | 36  | 9    | 0,25 |
| 3.ª | River Plate Argentina              |                                    |     |     |    |    |    |     |     |      |      |
| 1.ª | 1974                               | 22                                 | 5   | —   | —  | —  | —  | 22  | 5   | 0,23 |      |
| 1.ª | 1975                               | 29                                 | 9   | —   | —  | —  | —  | 29  | 9   | 0,31 |      |
| 1.ª | 1976                               | 35                                 | 24  | —   | —  | 9  | 1  | 44  | 25  | 0,57 |      |
| 1.ª | 1977                               | 40                                 | 13  | —   | —  | 2  | 1  | 42  | 14  | 0,33 |      |
| 1.ª | 1978                               | 19                                 | 5   | —   | —  | 9  | 1  | 28  | 6   | 0,21 |      |
| 1.ª | 1979                               | 38                                 | 9   | —   | —  | —  | —  | 38  | 9   | 0,24 |      |
| 1.ª | 1980                               | 41                                 | 12  | —   | —  | 7  | 0  | 48  | 12  | 0,25 |      |
| 1.ª | 1981                               | 42                                 | 14  | —   | —  | 6  | 1  | 48  | 15  | 0,31 |      |
| Subtotal | Subtotal                           | 266                                | 91  | 0   | 0  | 33 | 4  | 299 | 95  | 0,32 |      |
| Fiorentina · Italia |                                    |                                    |     |     |    |    |    |     |     |      |      |
| 1.ª | 1982-83                            | 27                                 | 3   | 5   | 0  | 2  | 0  | 34  | 3   | 0,09 |      |
| 1.ª | 1983-84                            | 27                                 | 7   | 7   | 1  | —  | —  | 34  | 8   | 0,24 |      |
| 1.ª | 1984-85                            | 26                                 | 5   | 6   | 3  | 3  | 1  | 35  | 9   | 0,26 |      |
| 1.ª | 1985-86                            | 29                                 | 11  | 7   | 4  | —  | —  | 36  | 15  | 0,42 |      |
| Total | Total                              | 109                                | 26  | 25  | 8  | 5  | 1  | 139 | 35  | 0,25 |      |
| Inter de Milán · Italia |                                    |                                    |     |     |    |    |    |     |     |      |      |
| 1.ª | 1986-87                            | 23                                 | 3   | 8   | 4  | 7  | 1  | 38  | 8   | 0,21 |      |
| 1.ª | 1987-88                            | 21                                 | 6   | 8   | 1  | 6  | 0  | 35  | 7   | 0,20 |      |
| Total | Total                              | 44                                 | 9   | 16  | 5  | 13 | 1  | 73  | 15  | 0,21 |      |
| River Plate Argentina |                                    |                                    |     |     |    |    |    |     |     |      |      |
| 1.ª | 1990-91                            | 32                                 | 8   | —   | —  | 0  | 0  | 32  | 8   | 0,25 |      |
| Total | Total                              | 298                                | 99  | 0   | 0  | 33 | 4  | 331 | 103 | 0,31 |      |
| Total en su carrera (1.ª división) | Total en su carrera (1.ª división) | Total en su carrera (1.ª división) | 451 | 134 | 41 | 13 | 51 | 6   | 543 | 153  | 0,28 |
| (1) Las copas nacionales se refiere a la Copa Italia. (2) Las copas internacionales se refiere a la Copa Libertadores y Europa League. (3) Media de goles por encuentro. No incluye goles en partidos amistosos. |                                    |                                    |     |     |    |    |    |     |     |      |      |

#### Selección
| Selección            | Año                  | Amistosos | Amistosos | Copa América | Copa América | Eliminatorias | Eliminatorias | Mundial | Mundial | Torneo de Toulon | Torneo de Toulon | Total | Total | Media goleadora |
| Selección            | Año                  | PJ        | G         | PJ           | G            | PJ            | G             | PJ      | G       | PJ               | G                | PJ    | G     | Media goleadora |
| -------------------- | -------------------- | --------- | --------- | ------------ | ------------ | ------------- | ------------- | ------- | ------- | ---------------- | ---------------- | ----- | ----- | --------------- |
| Sub-23 Argentina     | 1975                 | 0         | 0         | —            | —            | —             | —             | —       | —       | 3                | 0                | 3     | 0     | 0,00            |
| Sub-23 Argentina     | Total                | 0         | 0         | 0            | 0            | 0             | 0             | 0       | 0       | 3                | 0                | 3     | 0     | 0,00            |
| Absoluta Argentina   | 1976                 | 6         | 2         | —            | —            | —             | —             | —       | —       | —                | —                | 6     | 2     | 0,33            |
| Absoluta Argentina   | 1977                 | 7         | 3         | —            | —            | —             | —             | —       | —       | —                | —                | 7     | 3     | 0,43            |
| Absoluta Argentina   | 1978                 | 6         | 3         | —            | —            | —             | —             | 7       | 1       | —                | —                | 13    | 4     | 0,31            |
| Absoluta Argentina   | 1979                 | 7         | 3         | 4            | 2            | —             | —             | —       | —       | —                | —                | 11    | 5     | 0,45            |
| Absoluta Argentina   | 1980                 | 9         | 3         | —            | —            | —             | —             | —       | —       | —                | —                | 9     | 3     | 0,33            |
| Absoluta Argentina   | 1981                 | 4         | 1         | —            | —            | —             | —             | —       | —       | —                | —                | 4     | 1     | 0,25            |
| Absoluta Argentina   | 1982                 | 4         | 1         | —            | —            | —             | —             | 5       | 2       | —                | —                | 9     | 3     | 0,33            |
| Absoluta Argentina   | 1985                 | 2         | 0         | —            | —            | 6             | 1             | —       | —       | —                | —                | 8     | 1     | 0,13            |
| Absoluta Argentina   | 1986                 | 3         | 0         | —            | —            | —             | —             | 0       | 0       | —                | —                | 3     | 0     | 0,00            |
| Absoluta Argentina   | Total                | 48        | 16        | 4            | 2            | 6             | 1             | 12      | 3       | 0                | 0                | 70    | 22    | 0,31            |
| Total en selecciones | Total en selecciones | 48        | 16        | 4            | 2            | 6             | 1             | 12      | 3       | 3                | 0                | 73    | 22    | 0,30            |

#### Resumen estadístico
|                        | Partidos | Goles | Promedio |
| ---------------------- | -------- | ----- | -------- |
| Liga                   | 451      | 134   | 0,30     |
| Copas nacionales       | 41       | 13    | 0,31     |
| Copas internacionales  | 51       | 6     | 0,12     |
| Selección de Argentina | 73       | 22    | 0,30     |
| Total                  | 616      | 175   | 0,28     |

### Como entrenador
| Equipo                         | Div.                           | Torneo                       | Estadísticas | Estadísticas | Estadísticas | Estadísticas | Estadísticas | Estadísticas | Estadísticas | Estadísticas |
| Equipo                         | Div.                           | Torneo                       | PJ           | G            | E            | P            | GF           | GC           | DG           | Efectividad  |
| ------------------------------ | ------------------------------ | ---------------------------- | ------------ | ------------ | ------------ | ------------ | ------------ | ------------ | ------------ | ------------ |
| River Plate Argentina          | 1.ª                            |                              |              |              |              |              |              |              |              |              |
| River Plate Argentina          | 1.ª                            | Campeonato 1989-90           | 20           | 10           | 9            | 1            | 29           | 13           | +16          | 72.5%        |
| River Plate Argentina          | 1.ª                            | Copa Libertadores 1990       | 8            | 4            | 2            | 2            | 8            | 5            | +3           | 58,33%       |
| River Plate Argentina          | 1.ª                            | Supercopa Sudamericana 1990  | 2            | 1            | 0            | 1            | 3            | 3            | 0            | 50%          |
| River Plate Argentina          | 1.ª                            | Campeonato 1990-91           | 38           | 15           | 15           | 8            | 48           | 32           | +16          | 59.21%       |
| River Plate Argentina          | 1.ª                            | Copa Libertadores 1991       | 6            | 2            | 1            | 3            | 10           | 12           | -2           | 41.67%       |
| River Plate Argentina          | 1.ª                            | Apertura 1991                | 19           | 14           | 3            | 2            | 33           | 11           | +22          | 81.58%       |
| River Plate Argentina          | 1.ª                            | Supercopa Sudamericana 1991  | 8            | 4            | 2            | 2            | 12           | 9            | +3           | 62.5%        |
| River Plate Argentina          | 1.ª                            | Clausura 1992                | 19           | 8            | 8            | 3            | 31           | 22           | +9           | 63.16%       |
| River Plate Argentina          | 1.ª                            | Apertura 1992                | 19           | 10           | 5            | 4            | 28           | 13           | +15          | 60.53%       |
| River Plate Argentina          | 1.ª                            | Supercopa Sudamericana 1992  | 4            | 3            | 0            | 1            | 7            | 3            | +4           | 75%          |
| River Plate Argentina          | 1.ª                            | Clausura 1993                | 19           | 10           | 3            | 6            | 33           | 21           | +12          | 60.53%       |
| River Plate Argentina          | 1.ª                            | Copa Libertadores 1993       | 6            | 1            | 3            | 2            | 4            | 5            | -1           | 41.67%       |
| River Plate Argentina          | 1.ª                            | Apertura 1993                | 19           | 9            | 6            | 4            | 29           | 17           | +12          | 63.16%       |
| River Plate Argentina          | 1.ª                            | Supercopa Sudamericana 1993  | 4            | 3            | 0            | 1            | 6            | 4            | +2           | 75%          |
| River Plate Argentina          | 1.ª                            | Clausura 1994                | 19           | 7            | 7            | 5            | 24           | 14           | +10          | 55.26%       |
| River Plate Argentina          | Subtotal                       | Subtotal                     | 210          | 101          | 64           | 45           | 305          | 184          | +121         | 58,25%       |
| Argentina                      |                                |                              |              |              |              |              |              |              |              |              |
| Amistosos                      | Amistosos                      | 30                           | 19           | 5            | 6            | 57           | 19           | +38          | 68.89%       |              |
| Copa América 1995              | Copa América 1995              | 4                            | 2            | 1            | 1            | 8            | 6            | +2           | 58.33%       |              |
| Copa América 1997              | Copa América 1997              | 4                            | 1            | 2            | 1            | 4            | 3            | +1           | 41.67%       |              |
| Eliminatoria 1998              | Eliminatoria 1998              | 16                           | 8            | 6            | 2            | 23           | 13           | +10          | 62.5%        |              |
| Copa Mundial de Fútbol de 1998 | Copa Mundial de Fútbol de 1998 | 5                            | 3            | 1            | 1            | 10           | 4            | +6           | 66.67%       |              |
| Total                          | Total                          | 55                           | 32           | 13           | 10           | 98           | 42           | +56          | 66.06%       |              |
| Uruguay · Uruguay              |                                |                              |              |              |              |              |              |              |              |              |
| Amistosos                      | Amistosos                      | 4                            | 2            | 1            | 1            | 7            | 5            | +2           | 58.33%       |              |
| Eliminatoria 2002              | Eliminatoria 2002              | 10                           | 4            | 3            | 3            | 12           | 7            | +5           | 50%          |              |
| Total                          | Total                          | 14                           | 6            | 4            | 4            | 19           | 12           | +7           | 52.38%       |              |
| Parma · Italia                 | 1.ª                            | Serie A 2001-02              | 5            | 0            | 0            | 5            | 5            | 13           | -8           | 0 %          |
| Parma · Italia                 | 1.ª                            | Copa Italia 2001-02          | 3            | 1            | 1            | 1            | 4            | 3            | +1           | 44.44%       |
| Parma · Italia                 | 1.ª                            | Copa de la UEFA 2001-02      | 2            | 1            | 1            | 0            | 4            | 1            | +3           | 66.67%       |
| Parma · Italia                 | Total                          | Total                        | 10           | 2            | 2            | 6            | 13           | 17           | -4           | 26.67%       |
| Monterrey · México             | 1.ª                            | Apertura 2002                | 19           | 5            | 7            | 7            | 18           | 20           | -2           | 38.6%        |
| Monterrey · México             | 1.ª                            | Clausura 2003                | 25           | 12           | 9            | 4            | 44           | 30           | +14          | 60%          |
| Monterrey · México             | 1.ª                            | Apertura 2003                | 19           | 5            | 7            | 7            | 29           | 29           | 0            | 38.6%        |
| Monterrey · México             | 1.ª                            | Campeón de Campeones 2002-03 | 1            | 0            | 1            | 0            | 1            | 1            | 0            | 33.33%       |
| Monterrey · México             | Total                          | Total                        | 64           | 22           | 24           | 18           | 92           | 80           | +12          | 46.88%       |
| Corinthians · Brasil           | 1.ª                            | Campeonato 2005              | 3            | 0            | 1            | 2            | 4            | 10           | -6           | 11.11%       |
| Corinthians · Brasil           | 1.ª                            | Paulista 2005                | 8            | 4            | 3            | 1            | 13           | 9            | +4           | 62.5%        |
| Corinthians · Brasil           | 1.ª                            | Copa de Brasil 2005          | 4            | 2            | 0            | 2            | 7            | 6            | +1           | 50%          |
| Corinthians · Brasil           | Total                          | Total                        | 15           | 6            | 4            | 5            | 24           | 25           | -1           | 48.89%       |
| River Plate Argentina          | 1.ª                            | Clausura 2006                | 19           | 9            | 7            | 3            | 39           | 23           | +16          | 59.65%       |
| River Plate Argentina          | 1.ª                            | Copa Libertadores 2006       | 12           | 7            | 1            | 4            | 27           | 18           | +9           | 61.11%       |
| River Plate Argentina          | 1.ª                            | Apertura 2006                | 19           | 11           | 5            | 3            | 33           | 17           | +16          | 66.67%       |
| River Plate Argentina          | 1.ª                            | Copa Sudamericana 2006       | 2            | 0            | 1            | 1            | 2            | 3            | -1           | 16.67%       |
| River Plate Argentina          | 1.ª                            | Clausura 2007                | 19           | 9            | 6            | 4            | 26           | 16           | +10          | 57.89%       |
| River Plate Argentina          | 1.ª                            | Copa Libertadores 2007       | 6            | 2            | 2            | 2            | 5            | 6            | -1           | 44.44%       |
| River Plate Argentina          | 1.ª                            | Apertura 2007                | 16           | 6            | 5            | 5            | 31           | 25           | +6           | 47.92%       |
| River Plate Argentina          | 1.ª                            | Copa Sudamericana 2007       | 6            | 1            | 4            | 1            | 6            | 5            | +1           | 38.89%       |
| River Plate Argentina          | Subtotal                       | Subtotal                     | 99           | 45           | 31           | 23           | 169          | 133          | +56          | 55.89%       |
| River Plate Argentina          | Total en River                 | Total en River               | 309          | 146          | 95           | 68           | 474          | 297          | +177         | 57.50%       |
| Total en su carrera            | Total en su carrera            | Total en su carrera          | 467          | 214          | 142          | 111          | 720          | 493          | +227         | 55.97%       |

## Palmarés, distinciones individuales y récords

### Como jugador

#### Campeonatos nacionales
| Título           | Equipo      | País      | Año    |
| ---------------- | ----------- | --------- | ------ |
| Primera División | River Plate | Argentina | M-1975 |
| Primera División | River Plate | Argentina | N-1975 |
| Primera División | River Plate | Argentina | M-1977 |
| Primera División | River Plate | Argentina | M-1979 |
| Primera División | River Plate | Argentina | N-1979 |
| Primera División | River Plate | Argentina | M-1980 |
| Primera División | River Plate | Argentina | N-1981 |

#### Campeonatos internacionales
| Título                  | Equipo    | Sede      | Año  |
| ----------------------- | --------- | --------- | ---- |
| Copa Mundial de la FIFA | Argentina | Argentina | 1978 |
| Copa Mundial de la FIFA | Argentina | México    | 1986 |

#### Campeonatos amistosos de selecciones
| Título                      | Equipo           | Sede    | Año  |
| --------------------------- | ---------------- | ------- | ---- |
| Torneo Esperanzas de Toulon | Argentina sub-23 | Francia | 1975 |

### Como entrenador

#### Campeonatos nacionales
| Título           | Equipo      | País      | Año     |
| ---------------- | ----------- | --------- | ------- |
| Primera División | River Plate | Argentina | 1989-90 |
| Primera División | River Plate | Argentina | A-1991  |
| Primera División | River Plate | Argentina | A-1993  |
| Primera División | Monterrey   | México    | C-2003  |

#### Campeonatos internacionales
| Título               | Equipo             | Sede           | Año  |
| -------------------- | ------------------ | -------------- | ---- |
| Juegos Panamericanos | Argentina Olímpica | Mar del Plata  | 1995 |
| Juegos Olímpicos     | Argentina Olímpica | Estados Unidos | 1996 |

### Como presidente

#### Campeonatos nacionales
| Título             | Equipo      | País         | Año     |
| ------------------ | ----------- | ------------ | ------- |
| Primera B Nacional | River Plate | Buenos Aires | 2011-12 |

### Distinciones individuales
| Distinción                                                                        | Año  |
| --------------------------------------------------------------------------------- | ---- |
| Futbolista del año en Argentina                                                   | 1976 |
| Premio Konex como uno de los cinco mejores futbolistas de la década en Argentina  | 1990 |
| Entrenador del año en Sudamérica                                                  | 1997 |
| Premio Konex como uno de los cinco mejores entrenadores de la década en Argentina | 2000 |
| Elegido como uno de los FIFA 100                                                  | 2004 |
| 35° mejor jugador sudamericano del siglo XX                                       | 2006 |

### Récords
- Único futbolista argentino en ganar dos veces la Copa Mundial de la FIFA (1978 y 1986).
- El defensor más goleador de la selección argentina, con 22 goles en 70 partidos.
- El defensor más goleador de la Primera División de Argentina, con 99 goles en 258 partidos.
- El defensor más goleador del fútbol argentino, con 112 goles en 367 partidos.